# الاتحاد الدولي للأنشطة تحت المائية
الاتحاد الدولي للأنشطة تحت المائية (بالفرنسية: Confédération Mondiale des Activités Subaquatiques)‏، ويعرف اختصارًا باسم سيماس (بالفرنسية: CMAS)‏، هو اتحاد عالمي يمثل الانشطة الرياضية تحت الماء كما تشرف على نظام دولي مختص بتدريب والاعتراف برياضات منشاق والغوص. تأسس الاتحاد خلال يناير 1959 في موناكو. وبذلك تعتبر أقدم منظمة دولية معنية بالغوص في العالم. يضم الاتحاد 130 اتحادًا في 5 قارات.

## تاريخ
الكونغرس العالمي لاتحادات الغوص التقوا في بروكسل في 28 سبتمبر 1958. الوفود الوطنية حضرت من الدول التالية: بلجيكا، البرازيل، فرنسا، ألمانيا، اليونان، إيطاليا، موناكو، البرتغال، سويسرا، الولايات المتحدة الأمريكية وسابقًا يوغوسلافيا. تم إقرار اجتماع عقد في موناكو في 9-11 يناير 1959 والذي أسس رسميًا الاتحاد الدولي للأنشطة تحت المائية مع اعتماد اختصار مبني على اسم الاتحاد (بالفرنسية: CMAS)‏.
العضو المؤسس والمؤيد الهام ل كان المستكشف والرائد الغوص الفرنسي جاك إيف كوستو الذي تم اختياره ليكون رئيس ابتدائي مع لويجي فيرارو رائد تحت مائية الإيطالي كنائبًا له.

## الهيكل
سيماس يتكون من 3 لجان رئيسية – رياضية، فنية وعلمية. هذه اللجان يشرف عليها مجلس الإدارة الذي يتم انتخابه دوريًا في الجمعية العامة المنعقدة سنويًا. مجلس الإدارة واللجان الرياضية والعلمية تشرف على لجان فرعية.
العمليات اليومية يشرف عليها لجنة توجيهية يتم تعيينها من مجلس الإدارة. مقارها حاليًا في روما.

### اللجنة التوجيهية
تتكون اللجنة من 7 أعضاء. منذ عام 2013, الأعضاء هم:
- الرئيس – آنا أرجانوفا
- الأمين العام – حسين باكتج
- نائب الرئيس – سافير دوران سولير
- رئيس اللجنة الرياضية – لياس كسياركوش
- رئيس اللجنة الفنية – جان غونديا
- رئيس اللجنة العلمية – رالف شيل
- أمين الصندوق - آلان جيرمان